# Bandera de Sabadell
La bandera no oficial de Sabadell té el següent blasonament:
Bandera apaïsada, de proporcions dos d'alt per tres de llarg, formada per dues franges, una de blanca sobre una de verda (travessada per una altra franja groga).
Va ser creada per la Casa Jorba el 1928 per encàrrec de l'Ajuntament de Sabadell.